# 微紅蠕蛇鰻
微紅蠕蛇鰻，為輻鰭魚綱鰻鱺目糯鰻亞目蛇鰻科蠕蛇鰻屬的其中一種，該物種分布於西印度洋海域，棲息在底層水域，屬肉食性，生活習性不明。
本种现被视为爱氏蠕蛇鳗（Scolecenchelys iredalei）的次定同物异名。

## 擴展閱讀
維基物種上的相關：微紅蠕蛇鰻